# اندی دانکن (بازیکن فوتبال، زاده ۱۹۷۷)
اندی دانکن (انگلیسی: Andy Duncan؛ زادهٔ ۲۰ اکتبر ۱۹۷۷) بازیکن فوتبال اهل بریتانیا است.
از باشگاه‌هایی که در آن بازی کرده‌است می‌توان به باشگاه فوتبال کمبریج یونایتد، باشگاه فوتبال چلمزفورد سیتی، و باشگاه فوتبال منچستر یونایتد اشاره کرد.